# Comgate
Comgate je český poskytovatel platební brány pro e-shopy a platebních terminálů. Působí v Česku a na Slovensku na základě licence Platební instituce registrované u České národní banky. Jeho platební systém využívá více než 18 tisíc obchodníků, ročně zpracuje transakce ve výši přes 40 miliard korun, každoroční růst představuje 30%.
Comgate je nebankovním acquirerem, tedy společností s přímou vazbou na karetní asociace Visa a Mastercard. Splňuje certifikaci zabezpečení PCI DSS Level 1.
Vedle platebních služeb nabízí Comgate svým klientům Podnikatelský úvěr. Sesterská společnost Shipmall poskytuje internetovým obchodům služby fulfillmentu.
Platební brána Comgate je softwarové řešení, které umožňuje internetovému obchodu přijímat platby od zákazníků prostřednictvím různých platebních metod. Agreguje tedy propojení mezi e-shopem a karetními asociacemi, bankami nebo poskytovateli splátkových metod. Za provoz platební brány jsou obchodníkovi strhávány poplatky z transakcí.
Platební terminál Comgate je zařízení, které umožňuje obchodníkům přijímat bezhotovostní platby různými metodami fyzicky na místě prodeje (POS – point of sale). Firma nabízí terminál typu Nexgo N5. Za provoz terminálu jsou obchodníkovi strhávány poplatky z transakcí.
Platební brána a terminál firmy je certifikován na PCI DSS Level 1. To znamená dodržování souboru požadavků na bezpečnost zpracovávaných dat, přístup k nim a vývoj systému.

## Historie
V roce 2000 založili studenti Nikolaj Šťáhlavský a Michael Rychna SmartNET, s.r.o., která se zabývala tvorbou webových stránek pro zobrazení na mobilním telefonu. Z původních zakladatelů ve společnosti zůstal majoritní akcionář Nikolaj Šťáhlavský. V roce 2002 společnost změnila název na Comgate a došlo k transformaci na akciovou společnost. Nabídka služeb se rozšířila o platformu pro zpracování dat ve spotřebitelských soutěžích v reálném čase. Začala provozovat vysokokapacitní konektory k mobilním operátorům, které umožňují zpracování běžných i zpoplatněných SMS, a nabízet služby zpracování plateb prostřednictvím Premium SMS.
V roce 2010 získala Comgate od České národní banky licenci pro platební služby a začala zprostředkovávat platby kartou na internetu. V roce 2016 ČNB rozšířila licenci na Platební instituci, která umožňuje zpracovávat neomezený objem transakcí v celé EU. V roce 2017 došlo k rozšíření o registraci u Národní banky Slovenska. V roce 2017 se ředitelem společnosti stal Jakub Ouhrabka, který začal působit ve společnosti v roce 2000 v roli vedoucího vývoje, později se stal akcionářem společnosti. V roce 2018 společnost Comgate odprodala svou komunikační divizi nadnárodní společnosti Comdata.
K platební bráně přidala Comgate v roce 2019 platební terminály, v roce 2020 získala certifikaci PCI DSS Level 1. Na platební bráně Comgate přibývaly k platbám kartou další platební metody jako online bankovní převody, v roce 2021 pak odložené platby, tzv. BNPL.
V roce 2022 se nabídka služeb rozšířila o podnikatelský úvěr dostupný online. V roce 2023 získala společnost Comgate status acquirera s přímou vazbou na karetní společnosti Visa a Mastercard.  V roce 2024 společnost rozšířila registraci platební činností u České národní banky a u národních bank v dalších zemích – Maďarsko, Polsko, Bulharsko, Rumunsko, Chorvatsko, Rakousko a Německo.